# Pantelimon Erhan
Pantelimon Erhan (ur. 1884 w Tănătari, zm. 1971 w Bukareszcie) – mołdawski i rumuński polityk, premier Mołdawskiej Republiki Demokratycznej między grudniem 1917 a styczniem 1918 r.

## Życiorys
Ukończył seminarium duchowne w Kiszyniowie i studia filologiczne na Uniwersytecie Cesarskim w Petersburgu. Następnie pracował w stolicy Rosji jako nauczyciel licealny i asystent na uczelni. Po rewolucji lutowej stworzył w Petersburgu razem z Ionem Inculțem Towarzystwo Besarabskie, którego celem było przygotowanie aktywistów do pokierowania wydarzeniami w Besarabii w kierunku poparcia Rządu Tymczasowego. W lipcu 1917 r., po przybyciu do Kiszyniowa, poparł propozycję Vladimira Hertzy, by zwołać regionalne ciało ustawodawcze, które ogłosiłoby autonomię Besarabii w demokratycznej Rosji. W wyborach do tegoż zgromadzenia, nazwanego Radą Kraju, został wybrany z ramienia powstałych spontanicznie w regionie rad chłopskich. Od początku zaliczał się w nim do pierwszoplanowych postaci. Na jego wniosek Iona Inculeța został przewodniczącym Rady. 
2 grudnia Rada Kraju ogłosiła powstanie autonomicznej Mołdawskiej Republiki Demokratycznej, uznającej zwierzchność Rosji, zaś dwa dni później (według innego źródła – 7 grudnia) powierzyła Erhanowi stanowisko przewodniczącego Rady Dyrektorów Generalnych, równoznaczne ze stanowiskiem premiera autonomicznej Mołdawii. Jeszcze w tym samym miesiącu i ponownie w styczniu 1918 r., w związku ze wzrostem znaczenia ruchu rewolucyjnego i siłą organizacji bolszewickich, niemal otwarcie przygotowujących się do przejęcia władzy w Kiszyniowie, Erhan osobiście prosił władze Rumunii o interwencję w Besarabii i ratowanie Rady Kraju. Wojska rumuńskie faktycznie wkroczyły do Mołdawii i do końca stycznia wyparły z Kiszyniowa, a następnie z całego terenu do Dniestru oddziały bolszewickie. Podobnie jak Inculeț, Erhan nie chciał jednak przyłączenia Mołdawii do Rumunii. Bardziej istotne dla niego od kwestii narodowych były reformy społeczne, przede wszystkim reforma rolna; obaj politycy słusznie przewidywali, że w Rumunii nie będzie możliwe kontynuowanie zmian w tym kierunku, jakie zaczęła wdrażać Rada Kraju. 
1 lutego 1918 r. Erhan stracił stanowisko premiera Mołdawii (od 24 stycznia już w pełni niepodległej) na rzecz Daniela Ciugureanu. Sam pozostał w jego rządzie jako Dyrektor Generalny (minister) oświaty.
Po przyłączeniu Besarabii do Rumunii w tym samym roku Erhan był dyrektorem oświaty na terytorium Besarabii. Został również wybrany do rumuńskiego senatu i przez pewien czas kierował kiszyniowskim liceum im. Bogdana Haşdeu. W 1940 r. opuścił Kiszyniów przed zbliżającą się Armią Czerwoną i osiadł w Bukareszcie, gdzie spędził resztę życia.